# George Hayes (Schauspieler)
George Francis „Gabby“ Hayes (* 7. Mai 1885 in Stannards, New York; † 9. Februar 1969 in Burbank, Kalifornien) war ein US-amerikanischer Schauspieler, der vor allem als kauziger Sidekick in zahlreichen Western Bekanntheit erlangte.

## Leben
Hayes schloss sich mit 17 Jahren spontan einer Schauspielergruppe an. In den folgenden Jahrzehnten hatte er Auftritte beim Theater, in Musikkomödien und im Vaudeville. Im Jahr 1919 drehte er seinen ersten Film. Mit Anbruch der Tonfilmzeit Ende der 1920er-Jahre verlegte er seinen Hauptfokus auf das Filmgeschäft und spezialisierte sich binnen weniger Jahre vor allem auf Western. Hayes übernahm in zahlreichen B-Movie-Western der 1930er- und 1940er-Jahre zumeist die Rolle des Sidekicks des Protagonisten, unter anderem neben dem „singenden Cowboy“ Roy Rogers, neben William Boyd in dessen Paraderolle William Boyd oder neben John Wayne in einigen von dessen frühen Filmen in den 1930ern. Sein Spitzname „Gabby“ leitet sich von der Figur des Gabby Whittaker ab, den er in 27 Roy-Rogers-Filmen spielte. Insgesamt drehten Rogers und er über 40 Filme zusammen.

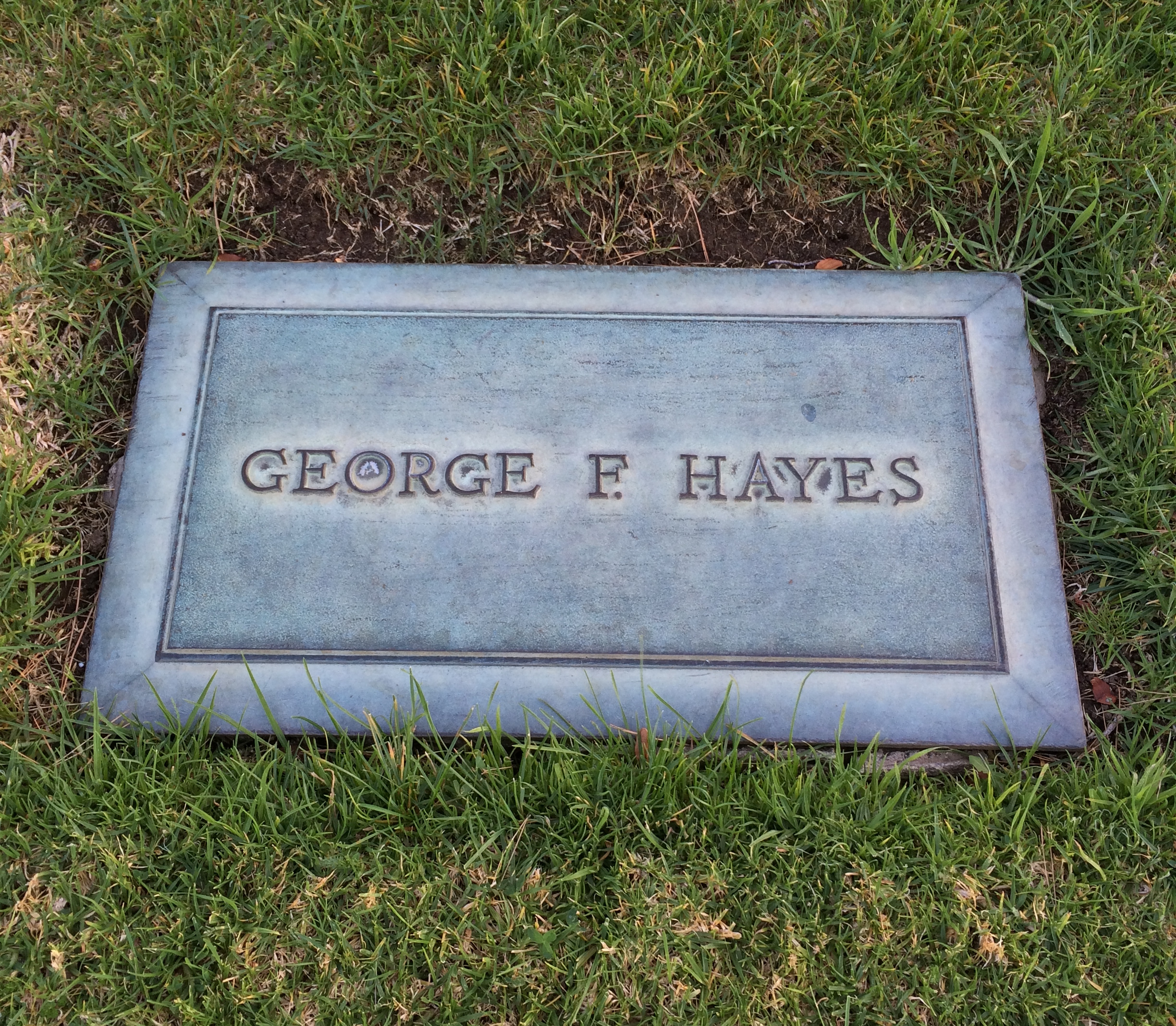
Grab von George Hayes im Forest Lawn Hollywood Hills

Hayes trug in seinen Westernfilmen in der Regel einen weißen Rauschebart, einen alten Hut, weite Hosen und ein abgewetztes Flanellhemd; diese Attribute machten ihn zu einer für das Publikum markanten Erscheinung. Dabei wurde Gabby Hayes laut All Movie Guide „zum Prototyp des ergrauten Alter-Kauz-Westernsidekicks“, also eines schrullig oder eigenwillig angelegten älteren Cowboys, der dem Filmhelden in Western als Gefährte zur Seite steht und eine komische Note in den Film bringt. Hayes tauchte in den 1940er- und frühen 1950er-Jahren häufig in Listen der zehn zugkräftigsten Westernstars auf, die von den amerikanischen Kinobetreibern gewählt wurden – was sonst meist nur den Darstellern der Cowboy-Helden vorbehalten war, aber Hayes’ damalige Popularität unterstreicht. In Deutschland wurde Gabby Hayes vor allem durch die Fernsehserie Western von gestern bekannt, die von 1978 bis 1986 im ZDF ausgestrahlt wurde und amerikanische Western dieser Zeit vorstellte.
Die meisten der Filme mit Hayes waren kostengünstig und schnell abgedrehte Western, er drehte aber auch einige etwas aufwendiger inszenierte Western wie Mit Büchse und Lasso (1944) an der Seite des inzwischen als Star etablierten John Wayne. Er trat größtenteils im Westerngenre auf, eine Ausnahme bildet etwa eine kleine und im Abspann ungenannte Nebenrolle als Farmer in Frank Capras Komödie Mr. Deeds geht in die Stadt. (1936). Der Schauspielveteran Hayes soll einer Reihe der eher unerfahrenen jungen Cowboy-Stars wertvolle Schauspieltipps gegeben haben, was beispielsweise John Wayne bekundete. Ohne Bart spielte Hayes mitunter auch andere Figurentypen in Western, etwa den Schurken in Der einsame Reiter von 1934.
Insgesamt war Hayes bis zum Jahr 1950 in über 190 Filmen zu sehen, einige seiner letzten Rollen hatte er an der Seite von Randolph Scott. Mit dem Niedergang des B-Movie-Westerns um 1950 verlegte sich Hayes auf Arbeit im Fernsehen. Dort moderierte er von 1950 bis 1953 sowie nochmals 1956 am Samstagmorgen seine eigene Gabby Hayes Show, die sich um Western und Westernfilme drehte. Hayes soll in späteren Jahren verschiedene Rollenangebote für Fernsehwestern abgelehnt haben, da ihm diese mittlerweile zu viel Action hatten und die jüngeren Schauspieler nach seiner Meinung nicht einmal Pferde richtig besteigen könnten. Er machte noch Fernsehwerbung für den Konzern Popsicles und absolvierte eine Reihe von öffentlichen Auftritten, zog sich aber (inzwischen wohlhabend geworden) ansonsten in den Ruhestand zurück und betrieb eine Ranch.
Hayes war von 1914 bis 1957 mit Olive E. Ireland verheiratet, das Paar blieb kinderlos. Als Witwer lebte Hayes zuletzt im Raum Los Angeles in einem Mehrfamilienhaus, das ihm gehörte. Er starb im Alter von 83 Jahren an einer Herzerkrankung. Sein Grab befindet sich auf dem Forest Lawn Hollywood Hills Cemetery in Los Angeles. An ihn erinnern zwei Sterne auf dem Hollywood Walk of Fame in den Kategorien Film und Fernsehen. Mel Brooks parodierte die typische Leinwandfigur von Gabby Hayes mit der unverständlich murmelden Figur Gabby Johnson in seiner Westernkomödie Der wilde wilde Westen (1974).

## Filmografie (Auswahl)
- 1919: The House Without Children
- 1923: Why Women Remarry
- 1930: For the Defense
- 1931: Das Luftschiff (Dirigible)
- 1931: Juwelenraub in Hollywood (The Stolen Jools) (Kurzfilm)
- 1931: Tom Keene, der König der Steppe (Freighters of Destiny)
- 1932: Schönste, liebe mich (Love Me Tonight)
- 1932: Klondike
- 1932: Self-Defense
- 1933: The Phantom Broadcast
- 1933: Die Wasserrechte von Lost Creek (Riders of Destiny)
- 1934: Das Gold von Texas (The Lucky Texan)
- 1934: Flussabwärts (West of the Divide)
- 1934: Edgar Wallace – Das mysteriöse Schiff (Mystery Liner)
- 1934: Showdown am Adlerpaß (Blue Steel)
- 1934: Rodeo (The Man from Utah)
- 1934: Der einsame Reiter (Randy Rides Alone)
- 1934: US Marshal John (The Star Packer)
- 1934: Das Gesetz des Stärkeren (The Lawless Frontier)
- 1934: Unter dem Himmel von Arizona (’Neath the Arizona Skies)
- 1935: Fünf Jahre und ein Tag danach (Tumbling Tumbleweeds)
- 1935: Abenteuer in Texas (Texas Terror)
- 1935: Im Tal des Regenbogens (Rainbow Valley)
- 1935: 1,000 Dollars a Minute
- 1936: Land der Zukunft (The Lawless Nineties)
- 1936: Mr. Deeds geht in die Stadt (Mr. Deeds Goes to Town)
- 1936: Kleine Stadt mit Tradition (I Married a Doctor)
- 1936: Texas Rangers (The Texas Rangers)
- 1936: Die zweite Mutter (Valiant Is the Word for Carrie)
- 1936: Aufruhr in Mesa Grande (Hopalong Cassidy Returns)
- 1936: Der Held der Prärie (The Plainsman)
- 1936: Wildwest-Banditen (Trail Dust)
- 1937: Apachen, Bleichgesichter und Banditen (Hills of Old Wyoming)
- 1937: Die Todesranch (North of the Rio Grande)
- 1937: Überfall in der Teufelsschlucht (Texas Trail)
- 1938: Goldene Erde Kalifornien (Gold Is Where You Find It)
- 1938: Im Herzen von Arizona (Heart of Arizona)
- 1938: Betrüger am Werk (Sunset Trail)
- 1938: Schüsse in der Prärie (In Old Mexico)
- 1939: Rivalen (Let Freedom Ring)
- 1939: Soldaten Südwärts (Southward Ho)
- 1939: In der Maske des Bruders (Silver on the Sage)
- 1939: Rache für Alamo (Man of Conquest)
- 1939: Damals in Caliente (In Old Caliente)
- 1939: Ein Cowboy in New York (Wall Street Cowboy)
- 1939: Bomben auf Texas (In Old Monterey)
- 1939: Arizona Kid (The Arizona Kid)
- 1940: Schwarzes Kommando (Dark Command)
- 1941: Sheriff von Tombstone (Sheriff of Tombstone)
- 1942: Das Herz des goldenen Westens (Heart of the Golden West)
- 1943: Die Hölle von Oklahoma (In Old Oklahoma)
- 1944: Mit Büchse und Lasso (Tall in the Saddle)
- 1945: The Man from Oklahoma
- 1946: Land der Banditen (Badman’s Territory)
- 1946: Schüsse auf der Ranch (My Pal Trigger)
- 1947: Die Todesreiter von Kansas (Trail Street)
- 1947: Hyänen der Prärie (Wyoming)
- 1948: Der Rächer der Todesschlucht (Albuquerque)
- 1948: Der Schrecken von Texas (Return of the Bad Men)
- 1949: El Paso, die Stadt der Rechtlosen (El Paso)
- 1950: Die Todesschlucht von Arizona (The Cariboo Trail)
- 1950–1953, 1956: The Gabby Hayes Show (Fernsehshow)